# Volley-Ball Nantes 2019-2020
Questa voce raccoglie le informazioni riguardanti il Volley-Ball Nantes nelle competizioni ufficiali della stagione 2019-2020.

## Organigramma societario
Area direttiva
- Presidente: Monique Bernard

Area tecnica
- Allenatore: Cyril Ong
- Allenatore in seconda: Sylvain Quinquis

## Rosa
| N° | Nome                 | Ruolo | Data di nascita  | Nazionalità sportiva |
| -- | -------------------- | ----- | ---------------- | -------------------- |
| 1  | Lisa Lecouls         | C     | 18 dicembre 1997 | Francia              |
| 2  | Katharina Schwabe    | S     | 29 aprile 1993   | Germania             |
| 3  | Luawé Tangopi        | S     | 9 ottobre 2001   | Francia              |
| 4  | Sarah Lecrosnier     | P     | 3 maggio 1999    | Francia              |
| 6  | Odette Ndoye         | S     | 25 agosto 1992   | Francia              |
| 7  | Amandha Sylves       | C     | 29 dicembre 2000 | Francia              |
| 8  | Kaisa Alanko         | P     | 3 gennaio 1993   | Finlandia            |
| 9  | Emma Le Roux         | L     | 10 gennaio 2000  | Francia              |
| 10 | Lauren Schad         | C     | 6 gennaio 1995   | Stati Uniti          |
| 11 | Lucille Gicquel      | O     | 13 novembre 1997 | Francia              |
| 12 | Clémentine Druenne   | S     | 5 dicembre 1993  | Francia              |
| 13 | Lindsey Vander Weide | S     | 19 ottobre 1997  | Stati Uniti          |
| 14 | Audrey Ridel         | S     | 1º marzo 2000    | Francia              |
| 15 | Tatjana Burmazović   | L     | 6 febbraio 1984  | Serbia               |
| 16 | Emelda Piata Zessi   | C     | 8 aprile 1997    | Camerun              |
| 18 | Ambre Tomczyk        | P     | 27 aprile 2002   | Francia              |
| 20 | Mathilde Roze        | L     | 4 luglio 1999    | Francia              |

## Risultati

### Coppa di Francia

#### Fase a eliminazione diretta
| Ottavi di finale - 29 ottobre 2019 Complexe Sportif Mangin Beaulieu, Nantes | Nantes | 2 - 3 | Béziers | 25-16, 21-25, 25-27, 25-17, 10-15 |

### Champions League

#### Fase a gironi
| 1ª giornata - 19 novembre 2019 Complexe Sportif Mangin Beaulieu, Nantes | Nantes    | 3 - 1 | Alba-Blaj | 25-19, 20-25, 25-12, 25-16 |
| 2ª giornata - 26 novembre 2019 Érd Aréna, Érd                           | Vasas     | 0 - 3 | Nantes    | 23-25, 22-25, 11-25        |
| 3ª giornata - 17 dicembre 2019 Complexe Sportif Mangin Beaulieu, Nantes | Nantes    | 0 - 3 | Imoco     | 22-25, 18-25, 22-25        |
| 4ª giornata - 21 gennaio 2020 Complexe Sportif Mangin Beaulieu, Nantes  | Nantes    | 3 - 1 | Vasas     | 25-23, 15-25, 25-22, 25-18 |
| 5ª giornata - 5 febbraio 2020 Sala Transilvania, Sibiu                  | Alba-Blaj | 3 - 1 | Nantes    | 27-29, 25-13, 27-25, 25-21 |
| 6ª giornata - 18 febbraio 2020 PalaVerde, Villorba                      | Imoco     | 3 - 0 | Nantes    | 25-23, 25-19, 25-17        |